# Diecéze St. Pölten
Diecéze St. Pölten (lat. Dioecesis Sancti Hippolyti) je římskokatolická diecéze, která se nachází na severu Rakouska, sídlem biskupa je St. Pölten. Spolu s metropolitní vídeňskou arcidiecézí, diecézí eisenstadtskou a diecézí lineckou tvoří Vídeňskou církevní provincii.

## Historie
4. srpna 1784 císař Josef II. donutil smlouvou pasovskou diecézi, aby se vzdala svých farností v Dolních Rakousích a založila sanktpöltenskou diecézi. Bulou z 28. ledna 1785 byla nová diecéze odsouhlasená papežem Piem VI. Jako sídlo biskupa slouží od roku 1785 nedávno zrušený klášter. Prvním biskupem se stal v roce 1792 Johann Heinrich von Kerens.
Na přání papeže Jana Pavla II. byl v říjnu 2004 odvolán tehdejší biskup od roku 1991 Kurt Krenn a jeho nástupcem se stal Klaus Küng.

## Galerie

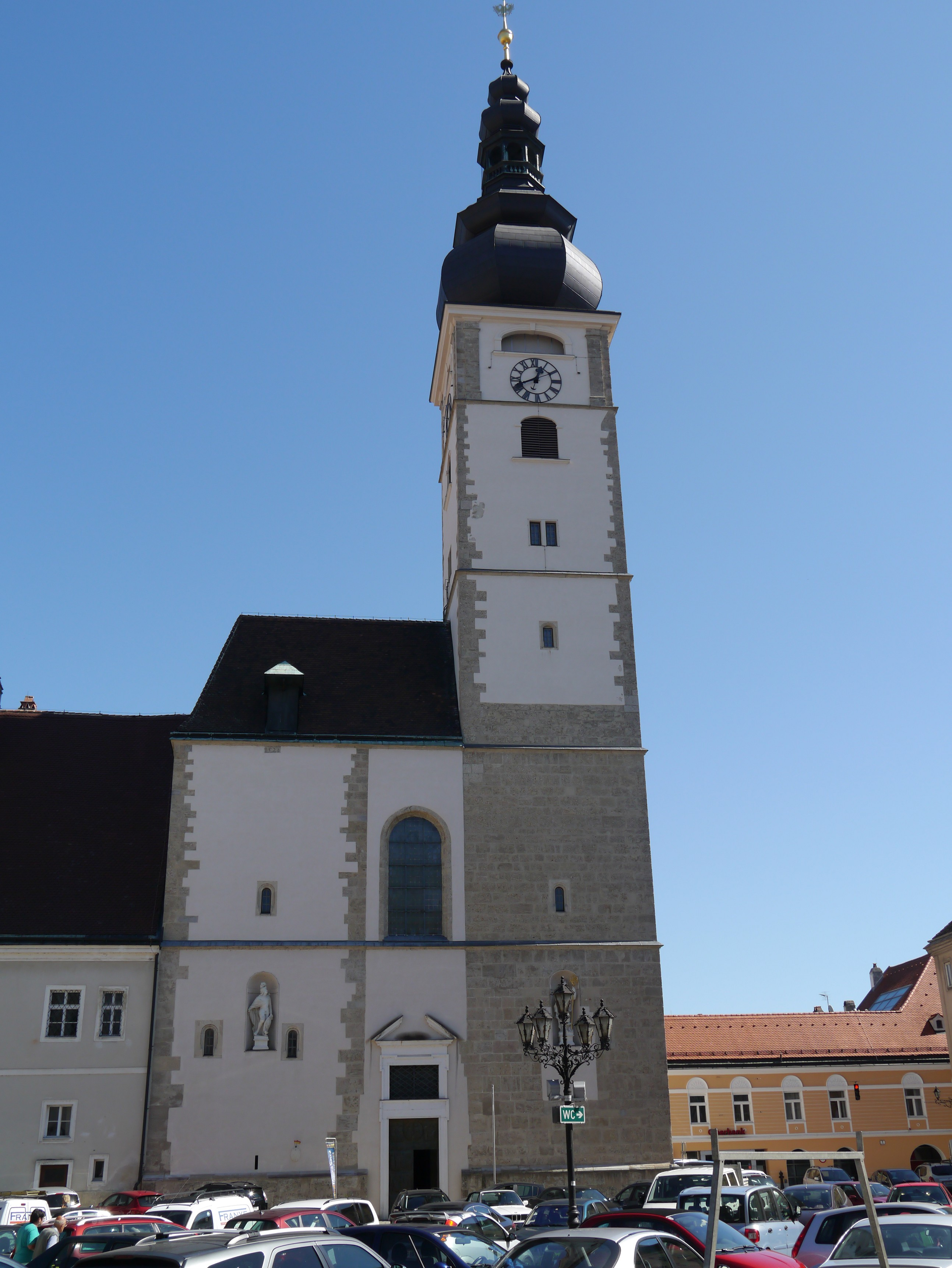
Katedrála Nanebevzetí Panny Marie
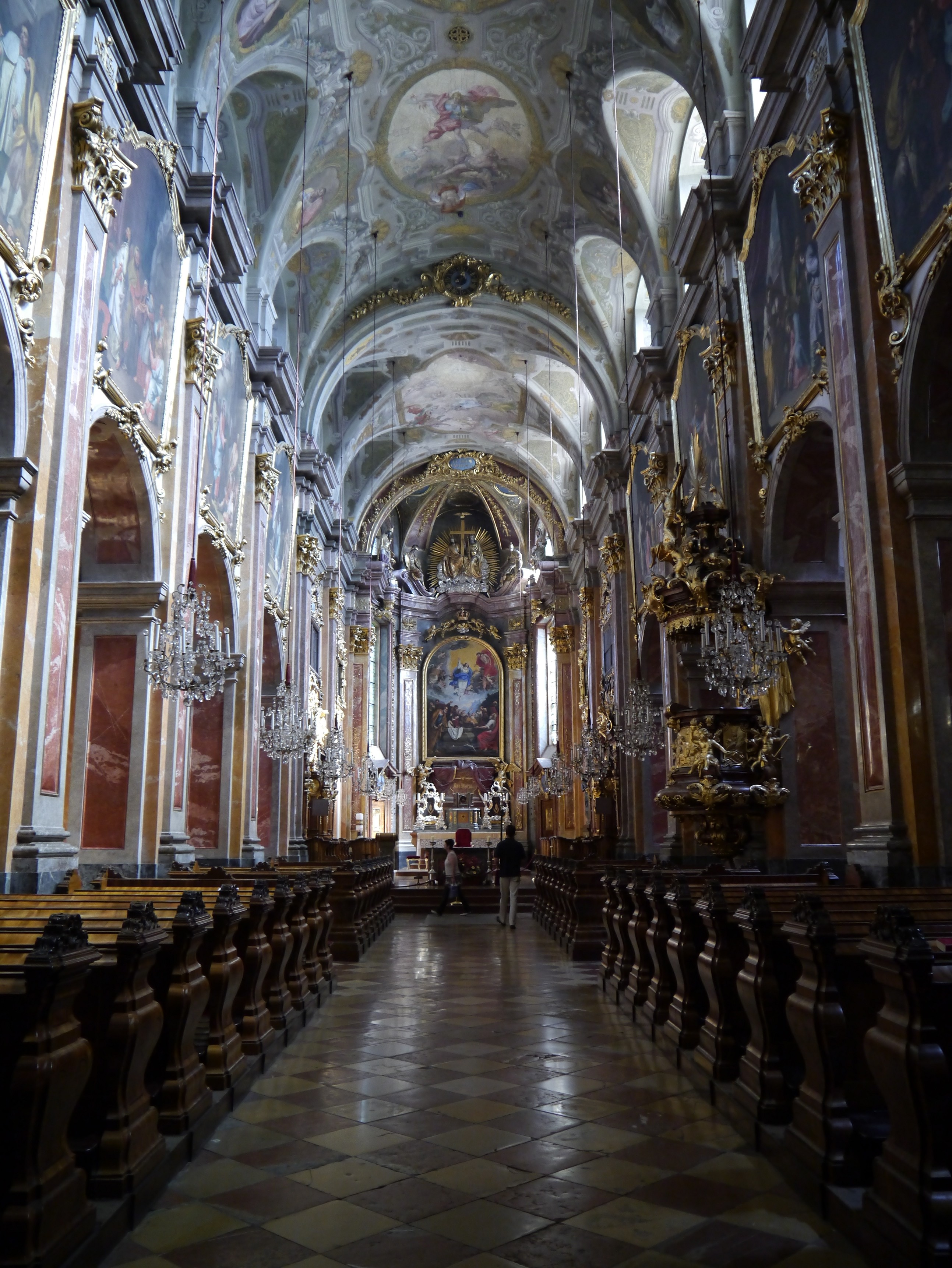
Katedrála Nanebevzetí Panny Marie (interiér)